# Framnäs, Strömsunds kommun
Framnäs är en by i Frostvikens distrikt (Frostvikens socken) i Strömsunds kommun, Jämtlands län (Jämtland). Byn ligger där länsväg 342 möter länsväg 831, på västra sidan av sjön Hetögeln, mellan tätorten Gäddede och norska gränsen.